# 和歌山県民文化会館
和歌山県民文化会館（わかやまけんみんぶんかかいかん、Wakayama Prefectural Cultural Hall）は、和歌山県和歌山市小松原通一丁目1番地にあるホール。通称「県文（けんぶん）」。和歌山県庁の南側にある。
和歌山県における代表的なホールであり、多くの行事が執り行われている。周辺には和歌山県庁舎群（県庁本館等）があり、県施設が集積している。

## 施設概要
- 構造 - 鋼管鉄筋コンクリート造、地下1階 地上6階
- 建築面積 - 5,660m2（延床面積：15,923m2）
- 敷地面積 - 9,911m2
- 竣工 - 1970年
- 総工費 - 14億円
- 施設 -

## 所在地・アクセス
〒640-8269 和歌山県和歌山市小松原通り一丁目1番地
- JR和歌山駅（阪和線・紀勢本線・和歌山線・和歌山電鐵貴志川線）
- 南海和歌山市駅（南海本線・和歌山港線・加太線・紀勢本線）
- JR和歌山駅、南海和歌山市駅から和歌山バスに乗車し、「県庁前」「県庁正門前」バス停下車すぐ